# Волков, Михаил Ермолаевич
Михаил Ермолаевич Волков (5 декабря 1913, Сызрань, Симбирская губерния — 29 июля 1957, Сахалинская область) — советский военный, Герой Советского Союза, старший лейтенант, командир взвода 665-го отдельного сапёрного батальона 385-й стрелковой дивизии 50-й армии 2-го Белорусского фронта, участник Великой Отечественной и советско-японской войн.

## Биография
Михаил Волков родился 5 декабря 1913 года в Сызрани (ныне — Самарская область) в рабочей семье.
Окончил неполную среднюю школу, затем в 1929 году — школу фабрично-заводского ученичества, после чего работал слесарем в депо «Сызрань-2».
В 1935—1937 годах Волков проходил срочную службу в Рабоче-крестьянской Красной Армии.
Демобилизовавшись, он окончил четырёхмесячные курсы инспекторов государственных доходов при Наркомфине Туркменской ССР, после чего работал инспектором Дейнаусского райфинотдела Чарджоуской области.
В сентябре 1941 года был направлен для прохождения службы в формирующуюся в окрестностях города Фрунзе 385-ю стрелковую дивизию, в декабре 1941 года Волков вместе с дивизией отбывает на Западный фронт.
Участвовал в битве за Москву, воевал в должности помощника командира взвода.
11 июля 1942 года при наступлении наших танков на деревню Крутое Людиновского района Калужской области взвод 2-й сапёрной роты 665-го отдельного сапёрного батальона 385-й стрелковой дивизии под командованием старшины Волкова обезвредил 240 вражеских противотанковых мин, установленных на подступах к деревне, чем обеспечил беспрепятственное продвижение танков. Когда один из этих танков застрял в болоте, бойцы под руководством Волкова под пулемётно-миномётным огнём в течение двух часов соорудили бревенчатый настил, по которому танк выехал из трясины и продолжил участие в бою. Вскоре, Волкову было присвоено его первое офицерское звание — младший лейтенант, а 27 сентября 1942 года, Приказом по 10-й Армии № 0600, он был награждён своей первой боевой наградой — медалью «За отвагу».
В ноябре 1942 года был принят в члены ВКП(б).
В февральском наступлении 1943 года на город Людиново в районе южнее деревни Запрудное Волков со своим взводом обеспечивал проходы в проволочных заграждениях противника для стрелковых подразделений 385-й стрелковой дивизии, 22 февраля 1943 года был ранен.
6 августа 1943 года Волков руководил группой разграждения, обеспечивая проходы для стрелковой роты 1266-го СП 385-й стрелковой дивизии, идущей в разведку боем у деревни Долгие Нивы (Смоленская область), причём один из проходов проделал лично, тем самым обеспечив успешное выполнение поставленной роте задачи.
За эти боевые отличия старший лейтенант Волков приказом по 385-й СД № 46/н от 25 сентября 1943 года был награждён орденом Красной Звезды.
25 июня 1944 года в районе деревни Головенчицы Чаусского района Могилёвской области Белоруссии сапёрный взвод 665-го отдельного сапёрного батальона 385-й стрелковой дивизии под командованием Волкова, следуя впереди атакующей пехоты под массированным неприятельским огнём, проделал перед первой и второй линиями немецких траншей четыре прохода в минных и проволочных заграждениях противника, чем обеспечил прорыв переднего края вражеской обороны на участке стрелкового батальона. 27 июня, обеспечивая форсирование реки Днепр стрелковым батальоном 1270-го стрелкового полка, Волков вместе с сапёрным отделением переправился через него в районе деревни Дашковка Могилёвского района Могилёвской области. Захватив пять надувных лодок, он переправил на них пулемётные расчёты. Проделав проход в проволочном заграждении, он первым вместе с тремя сапёрами ворвался во вражескую траншею, где уничтожил два пулемётных расчёта. Захватив пулемёты и закрепившись на плацдарме, отражал контратаки противника, чем обеспечил успешную переправу основных сил.
За этот подвиг указом Президиума Верховного Совета СССР от 24 марта 1945 года старший лейтенант Михаил Волков был удостоен высокого звания Героя Советского Союза с вручением ордена Ленина и медали «Золотая Звезда».
С 1 по 30 октября 1944 года, будучи командиром сапёрной роты 665-го отдельного сапёрного батальона 385-й стрелковой дивизии, выполнял задачу закрепления рубежа обороны 1268-го стрелкового полка 385-й СД на реке Нарев. Силами своей роты на переднем крае под огнём противника установил 820 противопехотных мин натяжного действия и множество других заградительных средств, а также обеспечивал проходы во вражеских минных и проволочных заграждениях для проникновения наших разведгрупп в расположение противника и доставки пленных, давших ценную информацию для советского командования.
14 декабря 1944 года Приказом № 061/н по 70-му стрелковому корпусу 49-й армии старший лейтенант Волков был награждён орденом Отечественной войны 2-й степени.
С 22 по 30 января 1945 года в период наступательных боев на территории Восточной Пруссии (ныне Варминьско-Мазурское воеводство, Польша) капитан Волков, командуя ротой 665-го отдельного сапёрного батальона, обеспечивал продвижение стрелковых и артиллерийских частей 385-й стрелковой дивизии, а также приданного дивизии полка самоходных орудий через водные преграды, вёл разминирование маршрутов наступления. Двигаясь в передовых боевых порядках, обезвредил 520 противопехотных и противотанковых мин, в кратчайшие сроки построил мост через крупный противотанковый ров на подходах к Бишофсбургу. Личная инициатива и отвага Волкова, его оперативная распорядительность обеспечили успешное выполнение боевой задачи и способствовали захвату города Бишофсбург.
Приказом по войскам 49-й армии № 035 от 4 апреля 1945 года Волков был награждён орденом Красного Знамени
В августе 1945 года Волков принимал участие в советско-японской войне. Осенью того же года в звании капитана он был уволен в запас.
После войны работал директором молочного завода, инспектором райкома КПСС в городе Фрунзе (ныне г. Бишкек, Республика Кыргызстан), затем — заместителем председателя правления артели «Сапожник» в Сызрани Самарской области. С 1951 года Работал мастером на лесопункте в посёлке Мангидай Александровск-Сахалинского района Сахалинской области, затем — директором лесопильнобондарного завода.

Со слов жены: «Беспокойный был, так на бегу и помер. Речку вброд переходил, спешил на совещание, транспорта попутного не оказалось, так он напрямую решил, вброд, а речка холодная, тут сердце и отказало».— статья А. Галкина «Ступени мужества», опубликованная в сборнике «Золотые звезды Сызрани», Сызрань, б/и, 1995, сс. 28-34
Умер 29 июля 1957 года. Похоронен на кладбище поселка Мангидай.

## Награды
- Медаль «Золотая Звезда» Героя Советского Союза — № 5483 (24.03.1945);
- орден Ленина (24.03.1945);
- орден Красного Знамени (04.04.1945);
- орден Отечественной войны 2-й степени (14.12.1944);
- орден Красной Звезды (25.09.1943).
- Медали, в том числе:
  - медаль «За отвагу» (27.09.1942);
  - медаль «За оборону Москвы» (08.10.1944);
  - медаль «За победу над Германией в Великой Отечественной войне 1941—1945 гг.»;
  - медаль «За победу над Японией».